# كت ذا روب
كت ذا روب (بالإنجليزية: Cut The Rope)‏ هي لعبة ألغاز تعتمد على الفيزياء لأجهزة الجوالات. طورت في 2010 بواسطة الشركة الروسية زيبتولاب (بالإنجليزية: ZeptoLab) ونشرت بواسطة شيلنجو (بالإنجليزية: Chillingo) اللعبة تستخدم خدمات كريستال وخدمة الشبكة الاجتماعية وهي تعد من أكثر الألعاب شعبية حيث وصل عدد مرات تحميلها في متجر بلاي ستور Play store (المتجر الرسمي الخاص بتطبيقات الاندرويد) إلى 100 مليون تحميل.
طور اللعب:
هدف اللعبة الأساسي في كل المستويات هو توصيل قطعة حلوى إلى فم شخصية كرتونية اسمها اوم نوم (بالإنجليزية Om Nom). وأيضا الحصول على نجمات ثلاث في كل المستويات. الحلوى تتعلق بواسطة حبل واحد أو أكثر ولكن في بعض المستويات يجب تجنب الكهرباء والأشواك.
طريقة اللعب
في جميع المستويات، قطعة الحلوى تتدلى بحبل واحد أو أكثر وعلى اللاعب قطع الحبل (باستخدام الاصبع على شاشة اللمس)، وباستخدام عدد من العناصر والادوات المساعدة في اللعبة (مثل الفقاعات العائمة على الشاشة والمنفاخ) يجب توصيل الحلوى إلى فم اوم نوم Om Nom مع تجنب العوائق والعقبات التي تعترض طريق الوصول.
في كل مستوى من لعبة Cut the Rope تظهر تحديات وعوائق جديدة وعلى اللاعب تجاوزها ومحاولة الحصول على 3 نجمات في جميع المستويات، وتتحدد مهارة اللاعب في عدد النجوم التي يحصدها (عدد النجوم التي ترتطم بها قطعة الحلوى قبل وصولها إلى فم Om Nom) وايضا الوقت التي استغرقه اللاعب لاكمال المستوى